# The Prophecy (MFG - Message from God)
The Prophecy è il titolo del primo album discografico del gruppo MFG, pubblicato nel 1996.

## Tracce
1. The Prophecy
2. Magnetic Activity (Total Eclipse)
3. Alternate Dimension
4. Overload
5. Illumination
6. New Horizon
7. Hypnotized
8. Shape The Future (Future Mix)
9. Mystic Dawn